# Festival do Atlântico

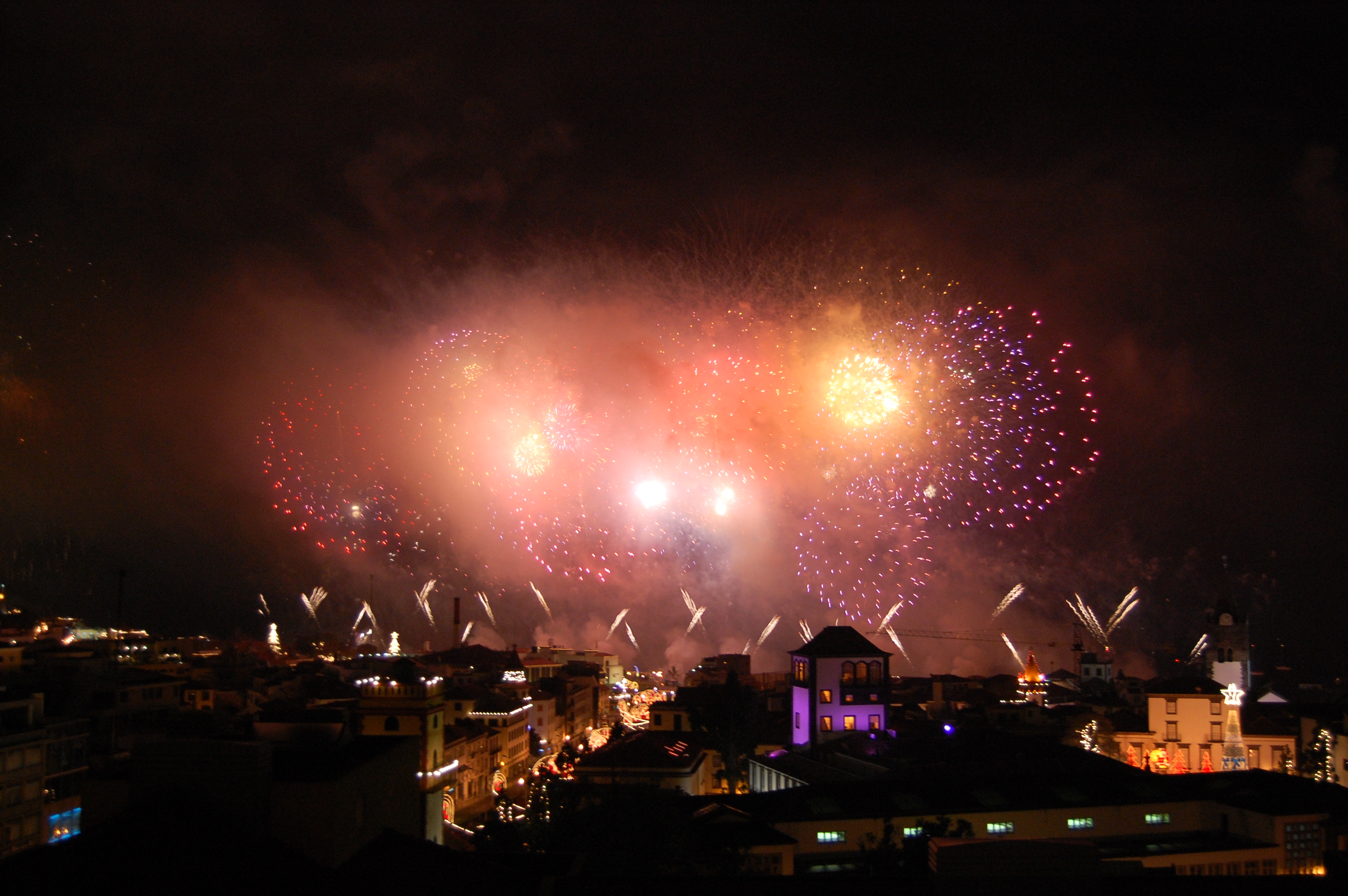
Exemplo de fogo de artifício que ocorre no Festival do Atlântico

O Festival do Atlântico é um evento que ocorre durante o mês de Junho no Funchal, na Madeira. Integra três componentes artísticas: o Festival de Música da Madeira, o Concurso Internacional de Pirotecnia da Madeira e a actuação de bandas filarmónicas no centro da cidade.
Este Festival foi criado em 2002 e, desde então, tem ajudado a contornar o problema da sazonalidade do sector turístico nesta altura do ano.

## Concurso Internacional de Pirotecnia da Madeira
O Concurso Internacional de Pirotecnia da Madeira é um concurso no qual competem quatro países diferentes, cujo objectivo é alcançarem o Troféu Festival do Atlântico, que é atribuído por um júri composto por nove elementos. Este concurso baseia-se em espectáculos piromusicais, isto é, fogo de artifício conjugado harmoniosamente com música.
Existe também um outro troféu, o Troféu Pérola do Atlântico, que é atribuído por votação do público, através da Internet, tômbolas espalhadas pela cidade ou através de um apartado dos CTT.
| Ano  | Prémio do Júri                 | Prémio do Público    |
| ---- | ------------------------------ | -------------------- |
| 2018 | Pirotecnia Reyes S de RL de CV | Fireworks for Africa |
| 2019 |                                | Surex Firma Rodzinna |
| 2022 | H.C. Pyrotechnics              | Apogée Fireworks     |
| 2023 | La Pirotecnica SAGL di Colombo | Brezac Artífices     |

## Festival de Música da Madeira
O Festival de Música da Madeira é uma organização da Secretaria Regional de Educação e Cultura, através da Direcção Regional dos Assuntos Culturais (DRAC). Realiza-se na Madeira há mais de trinta anos. Desde há cerca de seis anos integra a oferta cultural do Festival do Atlântico, um evento da responsabilidade da Direcção Regional de Turismo para os quatro fins de semana de Junho. Em 2010, o Festival de Música acontece de 4 a 13 de Junho, trazendo à região uma programação eclética no âmbito da música erudita (com repertórios que incluem piano, órgão, música antiga e bailado).